# SAIGA 12
사이가-12는 러시아에서 제작한 반자동 산탄총이다.

## 같이 보기
- 산탄총
- 산탄총 목록
- Vepr 12
- AA-12
- SPAS-12
- USAS-12